# 清霜 (駆逐艦)
清霜（きよしも）は、大日本帝国海軍の駆逐艦。一等駆逐艦夕雲型の19番艦であり、最終艦。

## 艦歴
1942年度（マル急計画）仮称第347号艦として計画され、浦賀船渠の第517番船として建造される。1943年（昭和18年）8月30日、「清霜」と命名され、一等駆逐艦夕雲型に分類される。
1944年（昭和19年）3月4日、浦賀船渠に艤装員事務所を設置。
3月5日附で、宮崎勇少佐が艤装員長に任命される。
5月16日竣工。宮崎艤装員長も正式に清霜駆逐艦長（初代）となった。海軍に引き渡されて横須賀鎮守府籍となり、同日附の戦時編制の改定により第十一水雷戦隊（司令官高間完少将）に編入された。だが、水中聴音器の不良により横須賀で補修整備を行う。5月23日に内海西部に到着し、以後訓練にあたった。5月末の第十一水雷戦隊は、軽巡洋艦「長良」「名取」、秋月型駆逐艦「霜月」「冬月」、吹雪型駆逐艦「電」「響」、清霜、松型駆逐艦「松」、神風型駆逐艦「夕凪」という戦力だった。

### 昭和19年前半の戦い
6月18日、「清霜」「松」は第十一水雷戦隊旗艦「長良」とともに横須賀に向かった。横須賀に到着後、小笠原諸島に対する「伊号作戦」に加わり、軽巡洋艦「多摩」「木曾」、駆逐艦「皐月」とともに第二輸送隊を構成し、父島到着後は硫黄島行きの第四輸送隊を構成した。硫黄島への輸送任務を終えた後、駆逐艦「皐月」「夕月」とともに東京行きの第3628船団を護衛する予定であったが、船団の速力が7ノットと遅い事や船団および駆逐艦3隻（清霜、皐月、夕月）が空襲を受けた事により、護衛を取りやめて横須賀に帰投した。
7月中旬の第十一水雷戦隊は、「長良」、重巡洋艦「摩耶」、練習巡洋艦「鹿島」、駆逐艦5（清霜、竹、朝雲、浦風、冬月）という構成で沖縄方面への輸送作戦「ろ号作戦」を実施する。出撃時の輸送部隊は、高間少将（十一水戦司令官）直率の主隊（長良、摩耶、鹿島）と「冬月」艦長指揮の警戒隊（冬月、清霜、竹、朝雲、浦風）という編制である。なお「清霜」は夕雲型、「浦風」は陽炎型、「朝雲」は朝潮型だが、十一水戦司令部は3隻とも「浦風型」と分類している。
7月15日、ろ号輸送部隊は中津湾を出港。7月17日に沖縄本島南東部中城湾へ到着後、先行する第二輸送隊（摩耶、朝雲、浦風）と第三輸送隊（冬月、清霜、竹）に分離、第三輸送隊は南大東島への緊急輸送を行った。宮古島に向かった第二輸送隊は内地に帰投せず、そのままリンガ泊地へ向かった。
第三輸送部隊は任務を終えて7月18日夜に中城湾へ帰投。
7月19日「長良」「鹿島」「冬月」「清霜」「竹」は沖縄を出発。翌日の内地帰投をもって「ろ号輸送部隊」は解散した。
8月10日、「清霜」と「竹」は呉を出撃。馬公を経由し、8月16日にマニラに到着、パラオに対する輸送作戦を行ったが、8月18日に軽巡「名取」がアメリカ潜水艦「ハードヘッド (USS Hardhead, SS-365) 」の雷撃で撃沈された。基地航空隊および駆逐艦3隻（清霜、竹、浦波）はそれぞれ沈没現場に派遣されて捜索を行うが手掛かりを得られず、8月20日になり「清霜」はパラオ輸送任務についた。「竹」はパラオ諸島で座礁した駆逐艦「五月雨」の救援に向かった。
8月15日、日本海軍は夕雲型駆逐艦3隻（早霜、秋霜、清霜）により第二駆逐隊（隊司令白石長義大佐）を編制した。第二駆逐隊は第二水雷戦隊（司令官早川幹夫少将）に編入された。

### レイテ沖海戦
9月5日附で「清霜」の駆逐艦長は梶本顗少佐に交代した。
10月18日、捷一号作戦発動に伴って第二艦隊（司令長官栗田健男中将）とともにリンガ泊地を出撃。清霜は第二駆逐隊から分離して第二部隊（指揮官鈴木義尾第三戦隊司令官/中将、第三戦隊〈金剛、榛名〉、第七戦隊〈熊野、鈴谷、筑摩、利根〉、第十戦隊〈矢矧、第17駆逐隊〔浦風、磯風、雪風、浜風〕〉）に編入された。「清霜」は第4駆逐隊から1隻だけ分派された駆逐艦「野分」と共に三番隊を編成した。第17駆逐隊と共に第十戦隊（司令官木村進少将、旗艦「矢矧」）の指揮下に入り、レイテ沖海戦に参加する。
10月24日、「清霜」はシブヤン海で空襲により損傷を受け部隊から落伍した戦艦「武蔵」（艦長猪口敏平少将）の援護を重巡洋艦「利根」とともに担当。対空戦闘中に「清霜」にも一番魚雷発射管に直撃弾1発（小型爆弾）が命中、最大発揮速力は24ノットに低下、また利根にも命中弾と至近弾があった。だが「武蔵」の被害はさらに甚大で、完全に継戦能力を失った。駆逐艦「島風」が応援にかけつけ、3隻で「武蔵」を護衛することになった。このあと栗田艦隊主力に合同するため2隻（利根、島風《重巡摩耶生存者移乗》）は武蔵の傍を去り、「清霜」と第17駆逐隊の駆逐艦「浜風」（昼間空襲により損傷中）は微速前進する「武蔵」の護衛を命じられた。その後、沈没直前の「武蔵」から乗組員移乗のため横付けするよう信号が発信されたものの、沈没による渦に巻き込まれるのを避けるため2隻は接近しなかった。19時35分に「武蔵」が沈没すると、「浜風」は約850名、「清霜」は約500名を救助した。一旦コロン島に向かった後、10月25日に「武蔵」生存者の半数をコレヒドール島に揚陸させた。これは沈没を隠匿するための措置であり、彼らの大半は後にマニラの戦いに参加して全滅した。
「清霜」は10月29日にマニラ湾で対空戦闘を行った後、タンカー船団を追いかけて護衛にあたった。11月8日夕刻、「清霜」と「第三十四号掃海艇」はアメリカ潜水艦「ダーター (USS Darter, SS-227) 」の雷撃で大破していた重巡「高雄」を護衛してブルネイを出港し、11月11日16時にシンガポールへ到着した。
「清霜」は11月26日 - 12月8日まで昭南で整備を行い、整備を終えた後は航空戦艦「伊勢」「日向」、重巡「足柄」、軽巡洋艦「大淀」、駆逐艦「朝霜」とともにカムラン湾に進出した。12月13日、「清霜」はレイテ島への輸送作戦である多号作戦参加艦に指名されてマニラに向かい、一時は南沙諸島長島まで進出したが、12月15日にミンドロ島へアメリカ軍が上陸したことでマニラへの進出は中止となり、カムラン湾に引き返した。

### 沈没
12月24日、ミンドロ島のアメリカ軍に対する殴りこみ作戦『礼号作戦』が開始され、挺身部隊8隻（第一挺身隊〈霞〔木村司令官座乗、旗艦〕、1番隊〔清霜、朝霜〕、2番隊〔榧、杉、樫〕）、第二挺身隊〈足柄、大淀〉）はこれに呼応してカムラン湾を出撃した。進撃する挺身部隊は12月26日ンアメリカ軍機に発見された。次いで魚雷艇の航跡らしきものも発見された。21時、「清霜」は魚雷艇らしきもの発見を報じた。また、この頃部隊は爆撃を受けていた。21時15分、「清霜」はB-25の爆撃を受け左舷中部に250キロ爆弾1発が命中。
破壊された重油タンクで発生した火災の延焼による3号罐、左舷主機械破壊に加え、1号罐と右舷側主機械も衝撃で停止したことから「清霜」は航行不能となった。この報告をおこなった「清霜」の梶本艦長は、のちに「アメリカ軍魚雷艇の襲撃ではなかったか」と回想している。その後火災は艦全体に広がり、23時15分に大爆発を起こして北緯12度38分 東経120度43分 / 北緯12.633度 東経120.717度の地点で沈没した。「清霜」は空襲で損傷後、魚雷艇「PT-223」により北緯12度20分、東経121度で沈められたとするものもある。ただし、魚雷艇が「清霜」を撃沈したというのは誤りであるという。
「朝霜」は清霜が行方不明になったことを旗艦「霞」座乗の第二水雷戦隊司令官木村昌福少将に報告したが、木村少将は作戦終了後に救助するので海図に沈没位置を記しておくよう命令した。やがて砲撃を終えた挺身部隊は、「霞」と「朝霜」を「清霜」乗員の救助にあたらせるため残留させ、残りは先にカムラン湾に向かった。「霞」「朝霜」は機関を止めて航空機と魚雷艇に警戒しつつ救助活動を行い、木村少将自ら双眼鏡越しに海上に浮かぶ「清霜」の乗員を数えた。1時間14分に及ぶ救助作業の末、白石長義（第2駆逐隊司令）以下91名が「霞」に、梶木駆逐艦長以下167名が「朝霜」に、合計258名が救助された。「清霜」乗組員の戦死および行方不明者は84名であったが、行方不明者のうちの5名はアメリカ魚雷艇に救助された。この後、清霜生存者の一部はクラーク地区などの地上兵力に編入されている。
12月29日午後6時30分、挺身部隊はカムラン湾に帰投。同日附で白石大佐（第二駆逐隊司令）と梶本清霜駆逐艦長は、それぞれの職務を解かれた。
「清霜」は2月10日附で夕雲型駆逐艦、帝国駆逐艦籍より除籍された。

## 歴代艦長
艤装員長
1. 宮崎勇 少佐：1944年3月5日[6] - 1944年5月16日[7]

駆逐艦長
1. 宮崎勇 少佐：1944年5月16日[7][注 1] - 1944年9月5日[37]
2. 梶本顗 少佐/中佐：1944年9月5日[37] - 1944年12月29日[78]